# Horácio Dídimo
Horácio Dídimo Pereira Barbosa Vieira (Fortaleza, 23 de março de 1935 - Fortaleza, 02 de setembro de 2018), foi um poeta, ficcionista e ensaísta brasileiro.

## Biografia
Filho de Dídimo Barbosa Vieira e Emir de Horácio Vieira. Fez os cursos primário e secundário  no Colégio Cearense e, indo para o Rio de Janeiro, fez o curso de Direito da antiga Universidade do Estado da Guanabara. Posteriormente se licenciou em Letras pela pela então Faculdade de Filosofia, Ciências e Letras da Universidade Federal do Ceará. Mestre em Literatura Brasileira pela Universidade Federal da Paraíba. Doutor em Literatura Comparada (UFMG).
Advogado do Departamento Nacional de Obras Contra as Secas e Chefe da Assessoria Jurídica da Secretaria de Viação, Obras, Minas e Energia do Estado do Ceará. Professor do Departamento de Literatura e da Pós-Graduação em Letras da Universidade Federal do Ceará.
Escreveu vários livros no campo de poesia, ensaio e literatura infantil, entre os quais se destacam Tempo de Chuva, Tijolo de Barro, A palavra e a Palavra (Amor - palavra que muda de cor), A nave de Prata, A Estrela Azul e o Almofariz (poesia).
Ingressou na Academia Cearense de Letras no dia 8 de maio de 1987, sendo saudado pelo acadêmico Artur Eduardo Benevides. Ocupou a vaga deixada pelo médico e escritor Aderbal Sales, cadeira número 8, cujo patrono é Domingos Olímpio.  Foi ainda membro da Academia Cearense da Língua Portuguesa onde ocupava a cadeira número 33, da Academia de Letras e Artes do Nordeste, da Academia Brasileira de Hagiologia, da Academia de Ciências Sociais do Ceará, da Associação Brasileira de Bibliófilos, sócio honorário da Academia Fortalezense de Letras e sócio correspondente da Academia de Letras e Artes Mater Salvatoris (Salvador-Bahia). Era membro da Comunidade Católica Face de Cristo.
No Estado do Ceará foi Instituído o Dia Estadual da Literatura Infantil a ser comemorado anualmente a cada 23 de março, data escolhida em homenagem ao natalício do escritor Horácio Dídimo, através da Lei 16.916, de 27 de junho de 2019, tendo em vista a aprovação do Projeto de Lei nº 263/2019, de autoria do Deputado Renato Roseno.

## Obras
Poesia
- Tempo de Chuva (1967),
- Tijolo de Barro (1968),
- O Chão dos Astronautas - Pictopoemas (1969),
- Passarinho Carrancudo (1980),
- A Palavra e a palavra (1980),[25]
- Amor - Palavra que  Muda de Cor (1984), nova edição do livro anterior
- Piérvaia Titrat Rússkovo Iazyká (Primeiro Caderno de Russo) (1986)
- A Nave de Prata - Livro de Sonetos  & Quadro Verde - Poemas Visuais (1991),
- Esperantaj Poemetoj
- Estrela da Vida Inteira (1996),
- Ficções Lobatianas (1997),
- A Estrela Azul e o Almofariz (1998),
- A Nave de Rubi (2006),[26]
- A Nave de Ouro (2012),
- O Afinador de Palavras (2013),
- A Estrela Azul da Fé e da Poesia (2015),
- O Livro dos Sonetilhos (2016)

Ensaio
- As Sete Dimensões do Exercício de Escrever (1984),
- O Signo Poemático,
- Reflexões de um Passarinho Carrancudo,
- As Harmonias do Pai-Nosso - Roteiros para Meditação (1983), com 2ª edição em 1986,
- As Funções da Linguagem e da Literatura,
- As Funções da Literatura Infantil (1986),
- As Dimensões do Magistério de Letras, no Jornal de Cultura da UFC, nº 20 (1990),
- Tipologia dos Personagens,
- Manuel Bandeira: Poesia e Personagem,
- A Contemplação da Face de Cristo,
- Poesia & Literatura Infantil,
- Panorama Poético da Literatura Cearense,
- O Pequeno Leitor,
- Poesia Brasileira: Tipologia, Deslocamento e Desrealização (dissertação de mestrado),
- Ficções Lobatianas: Dona Aranha e as Seis Arainhas no Sítio do Picapau Amarelo (tese de doutorado),
- As Dimensões do Ofício de Escritor

Literatura infantil
- O Passarinho Carrancudo (1980), com 2ª edição em 1982,
- As Historinhas do Mestre Jabuti[27] (1982),
- As Reinações do Rei,
- Historinhas Cascudas[28],
- Festa do Mercadinho (1981),
- A Escola dos Bichos (1982),
- O Desfile das Letras (1982),
- As Flores e os Passarinhos (1983),
- Um Novo Dia (1983),
- A Cara dos Algarismos (1983)
- As Letras e os Números,
- Tempo de Sol,
- Exercícios de Admiração,
- O Menino Impossível,
- O Menino Perguntador (1986)[29],
- O Pequeno Poeta,
- Os Compadres Bichos,